# Villa du Bardo
Pour les articles homonymes, voir Bardo.
La villa du Bardo est un palais situé dans la commune de Sidi M'Hamed (Wilaya d'Alger). Exemple d'architecture des djenanes du XVIIIe siècle, la villa a été la propriété de plusieurs personnes depuis sa construction (probablement entre 1780 et 1790), jusqu'à 1926, où elle sera acquise par l'État français, qui en fera un musée d'ethnographie et de préhistoire en 1930 à l'occasion du Centenaire de l'Algérie française (1830-1930).
Après l'indépendance du pays, la villa, classée monument historique en 1985, elle abrite désormais le siège du Musée national du Bardo.

## Histoire

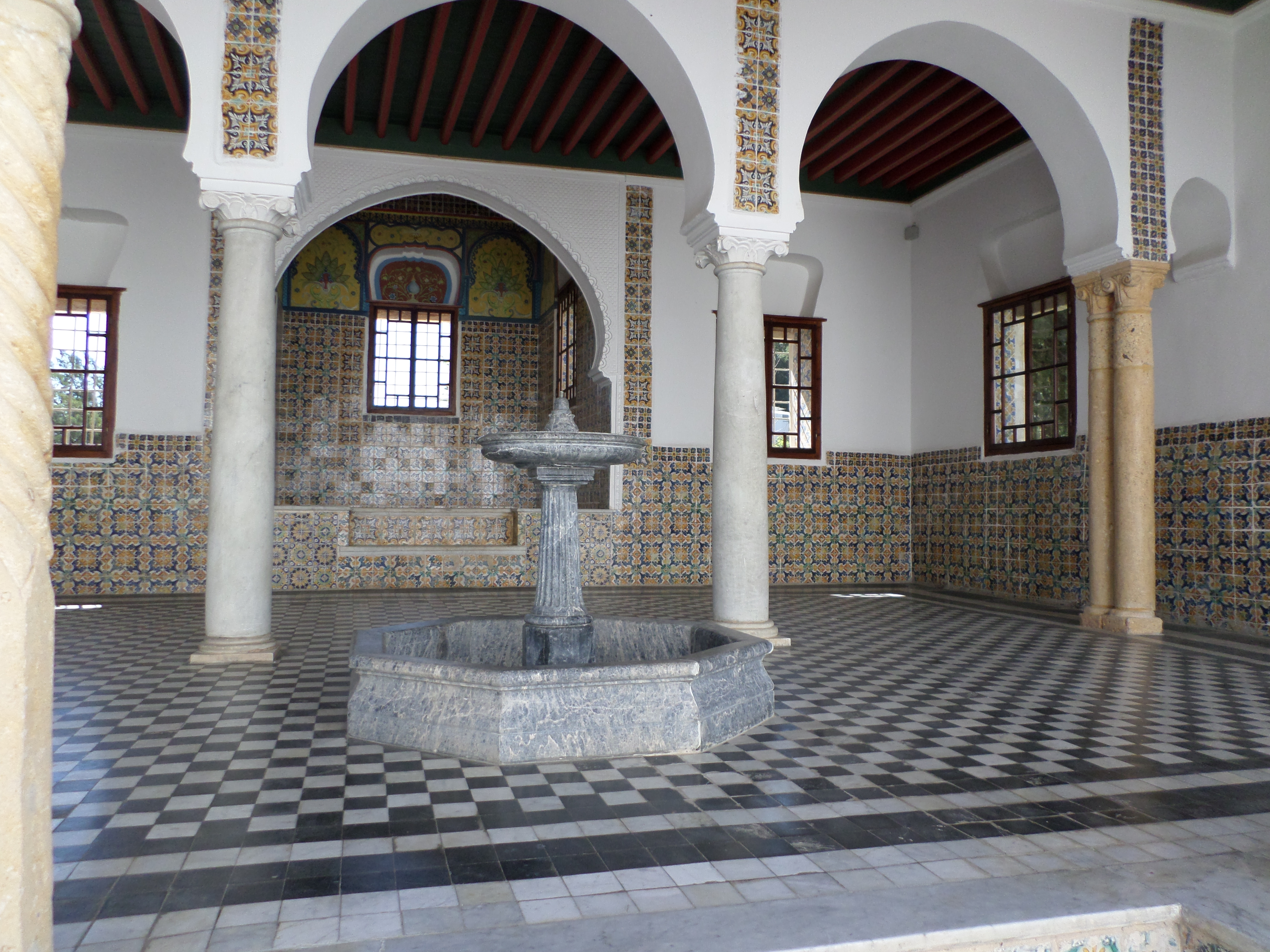
Le patio de la villa.

La villa construite sur les hauteurs d’Alger,dont le Commanditaire est un riche Tunisien exilé, Mustapha Ben Omar, à la fin du XVIIIe siècle afin de servir de résidence d'été pour l'accueil des notables de l'époque. Tour à tour, la propriété passe par plusieurs personnes, dont l'amiral Maurice Exelmans en 1830, le général Valentin Auguste Lichtlin en 1846, l'officier et artiste peintre paysagiste Prosper Baccuet en 1851, monsieur Grauby en 1868, puis Madame Aziza Fao, fille du marchand juif Joseph Cohen-Bacri en 1874. En 1875, la villa devient la propriété d’Ali Bey Bouakkaz, Agha de Biskra, puis il l'a revendit 1879 à monsieur Pierre Joret, dernier occupant de la villa. A son décès, sa sœur, madame Frémont, céda la villa du Bardo à l’état français en 1926, qui la transforme en Musée d’Ethnographie et d’Art indigène. Inauguré en 1930, à l’occasion du centenaire de la colonisation, le musée devient Musée de Préhistoire et d’Ethnographie, dont le fondateur et le premier conservateur est le préhistorien Maurice Reygasse, puis Musée national du Bardo en 1985, et classé la même année monument historique,,.

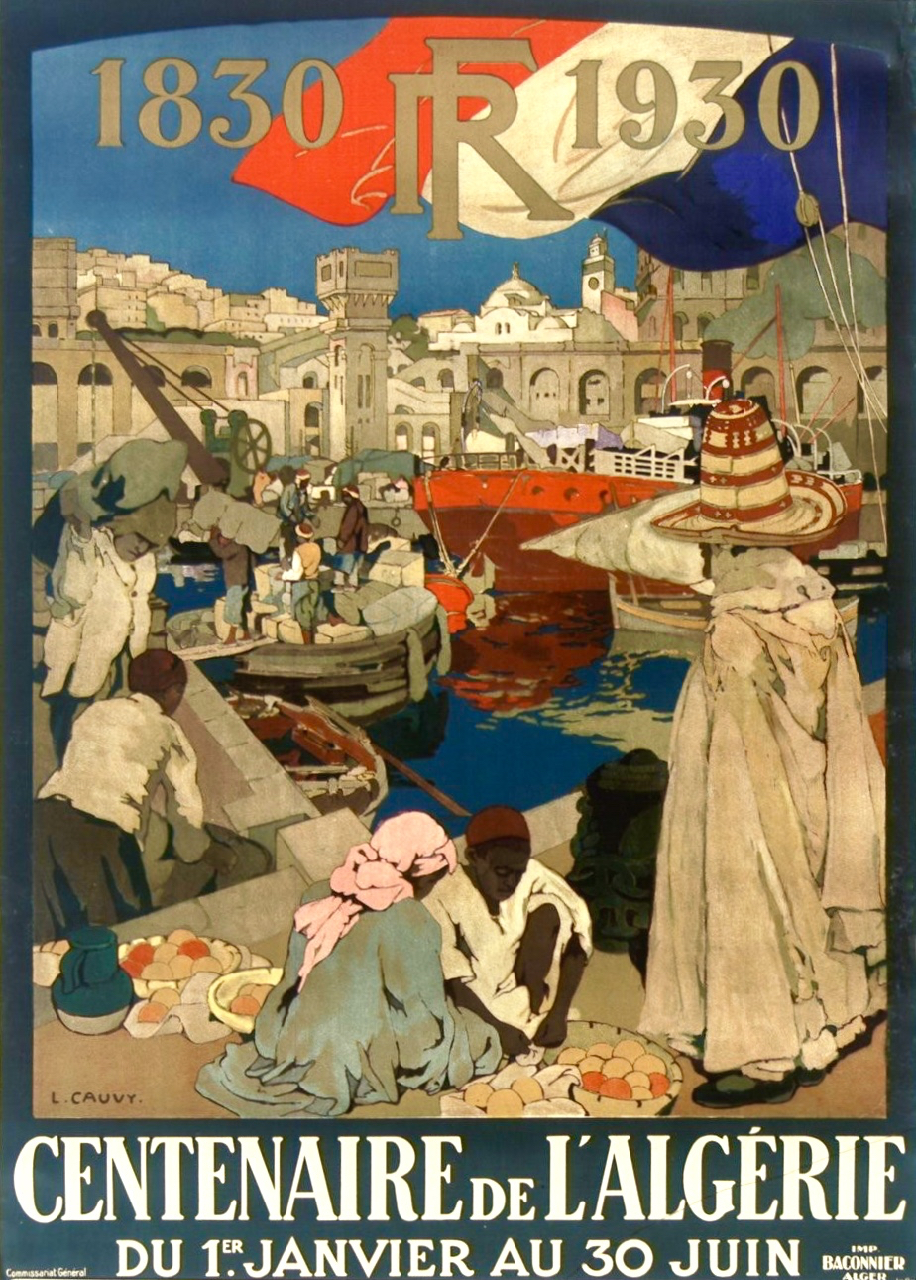
Affiche du Centenaire de l'Algérie française (1930), par Léon Cauvy, édition 1929.

Concernant le mot Bardo, il serait une déformation qui provient du nom espagnol Prado, ce qui signifie jardin, lieu de plaisir. Il renverrait aux somptueux palais des sultans hafsides qui remonteraient au XVe siècle et dont on retrouve la trace en banlieue tunisienne,.

## Description
La villa a été construite sur une superficie d'environ 1650 m2, dont 550 m2 ont été alloués pour créer une cour spacieuse dans laquelle tout le monde est reçu à l'intérieur du bâtiment. En passant la porte d'entrée extérieure de la villa, on découvre un jardin luxupartie qui s'étend sur les deux côtés. Après avoir escaladé des marches en faïence, et à peine la grande porte massive de bois franchie, on trouve une grande cour dont son sol est en damier de marbre, une fontaine au centre et des colonnades en pierre et en marbre. Dans l’aile gauche de la cour, on y trouve deux pavillons. Le premier, c’est le pavillon de la favorite, accessible par une galerie de cinq arcs outrepassés, avec des murs garnis de faïences. A quelques pas, on découvre le Diwan où l’on organisait les fêtes et les banquets et au fond un Majlis, surélevé de deux marches où sont reçus les hôtes. 
Juste en face du pavillon de la favorite et en traversant un long couloir, on accède à l’intérieur par une petite cour (Skifa). C’est là que les invités attendent avant d’entrer chez le propriétaire des lieux. Juste à côté, on y trouve un café maure la ou on propose une restauration légère et des rafraîchissements. Les murs sont décorés en belle faïence très riche et variée en décoration illustrées en fleurs, animaux et formes géométriques.
En haut, on accède à une pièce qui donne sur une petite cour avec fontaine. À gauche, tout au fond du couloir, se trouve le patio couvert avec ses huit colonnes, entouré de trois pièces rectangulaires. C’était dans cet espace que l’on organisait des concerts de musique. Par un autre couloir étroit on quitte le patio vers l’aile du harem. À partir de la petite cour, on peut voir le four à bois pour chauffer l’eau de la pièce chaude du hammam se trouvant en haut avec la salle de repos. 
En descendant quelques marches, on pénètre dans une pièce avec puits, c’est la cuisine (khiama),,.

## Galerie d'images

Quelques images de la villa
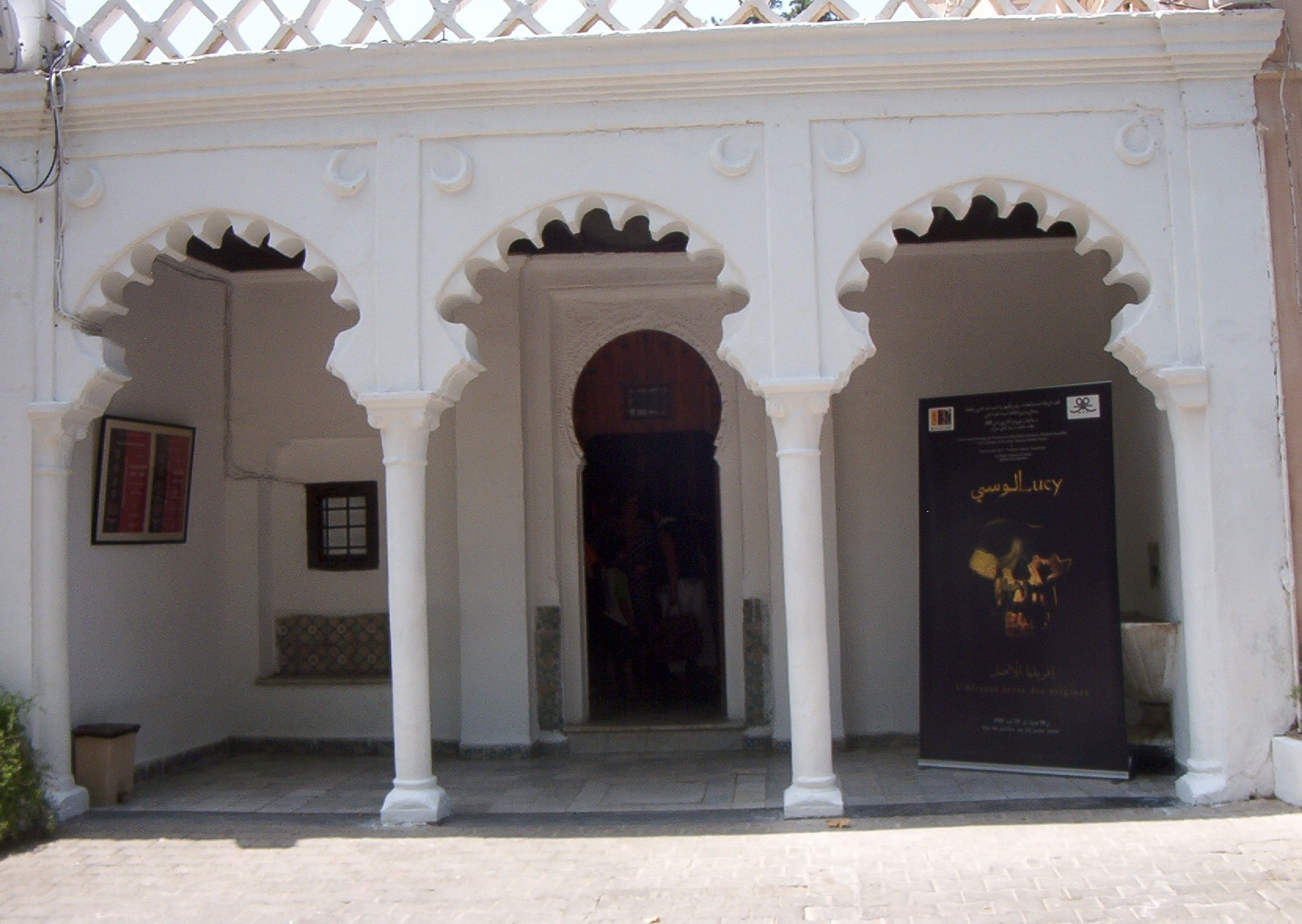
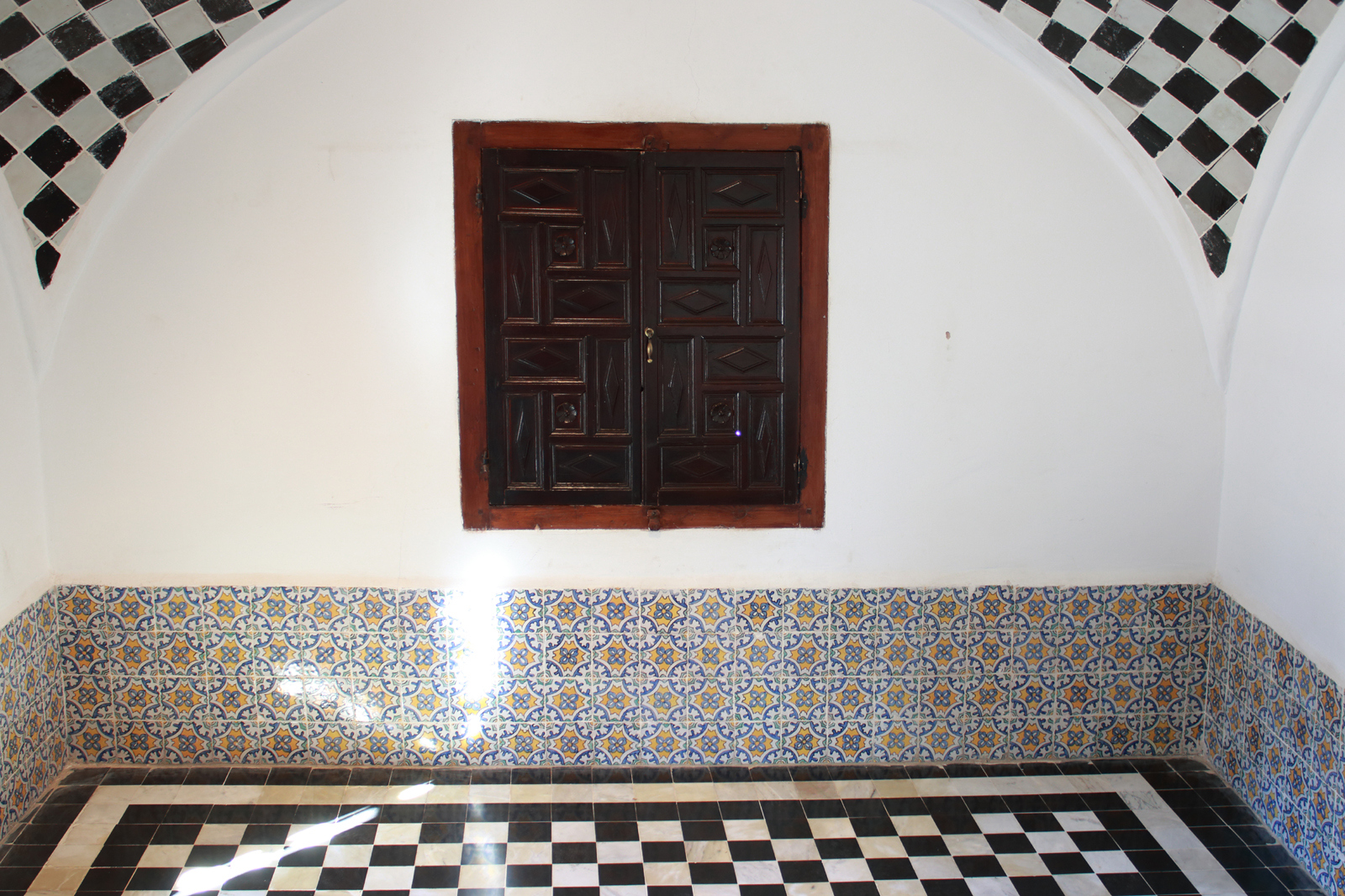
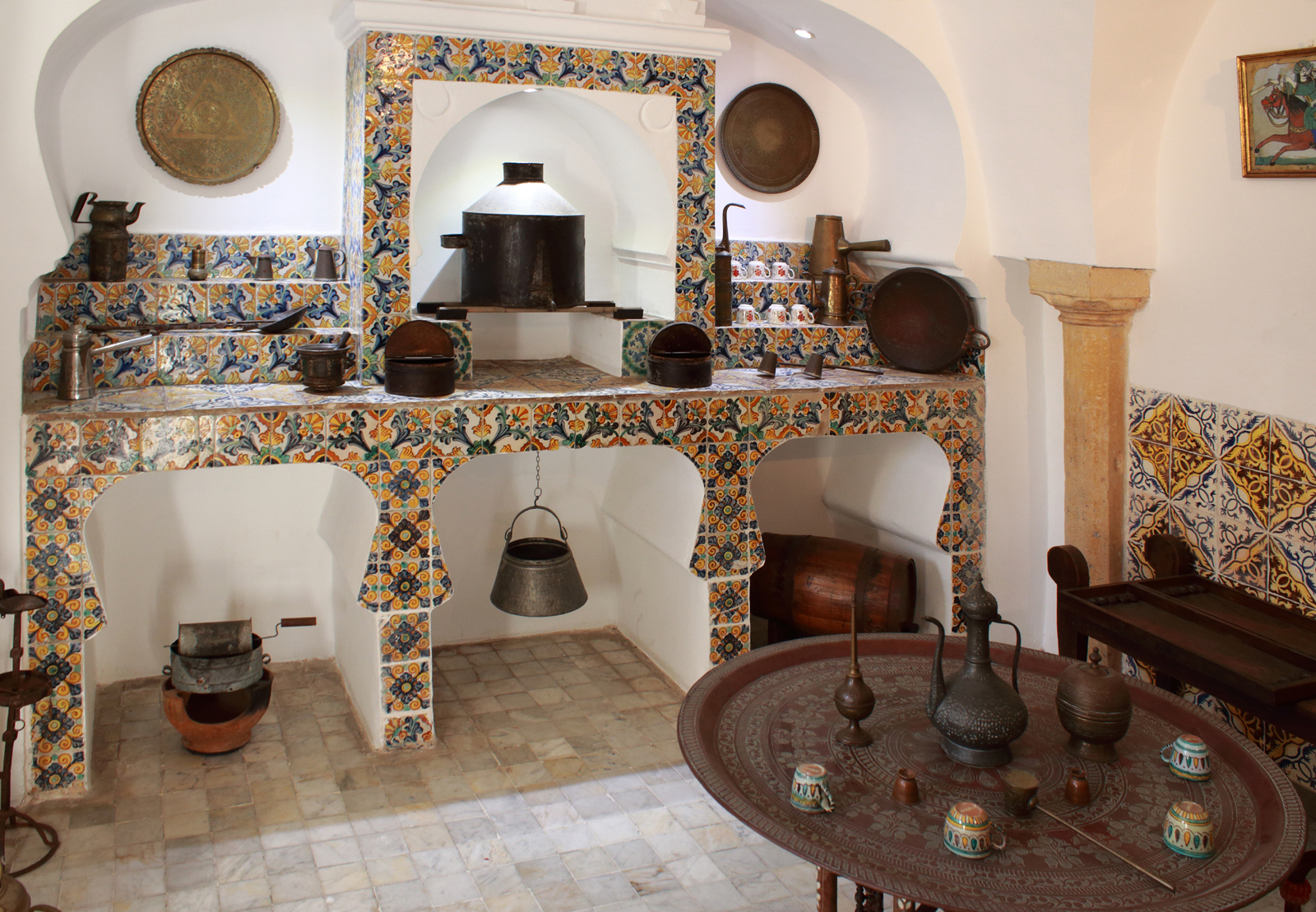
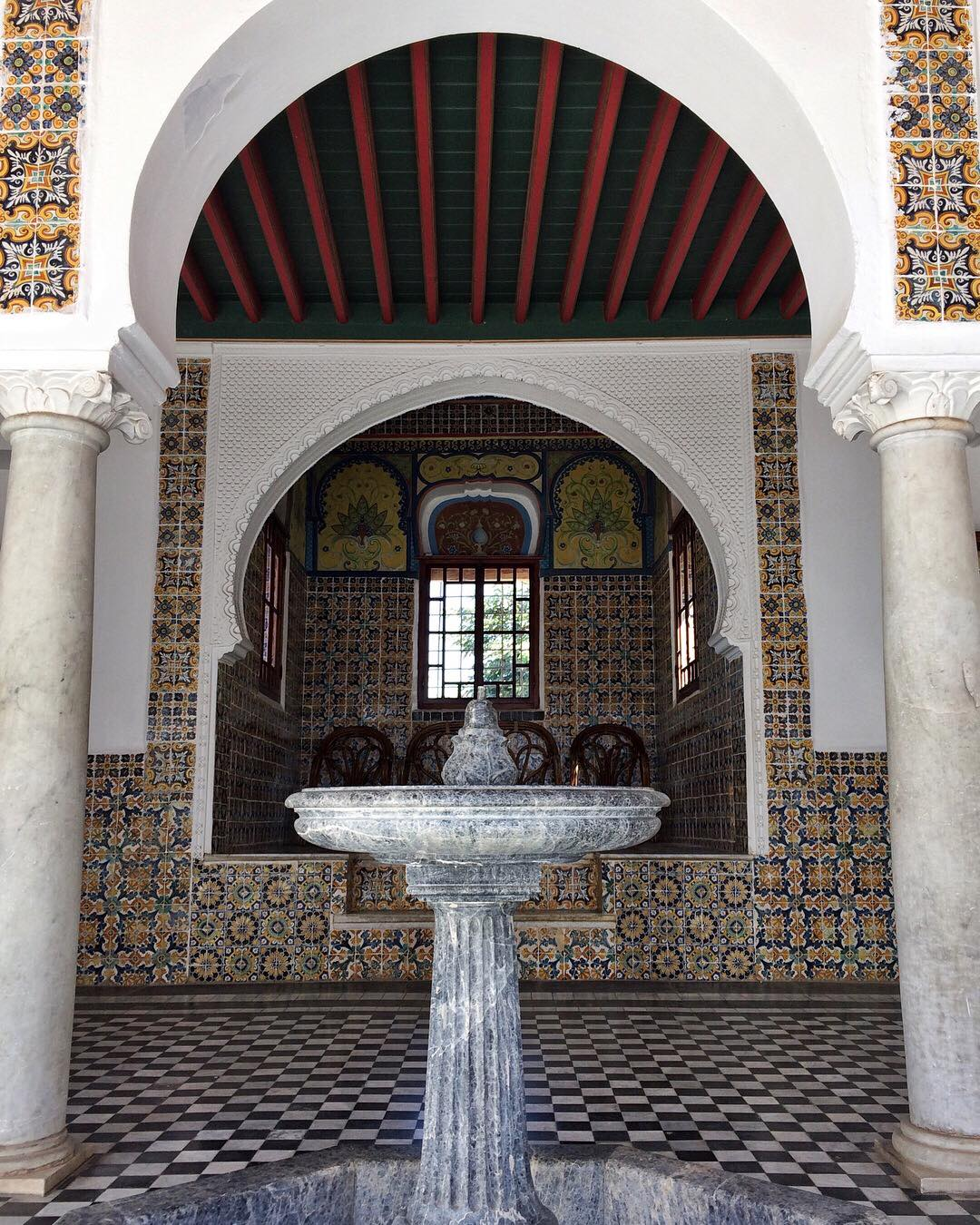
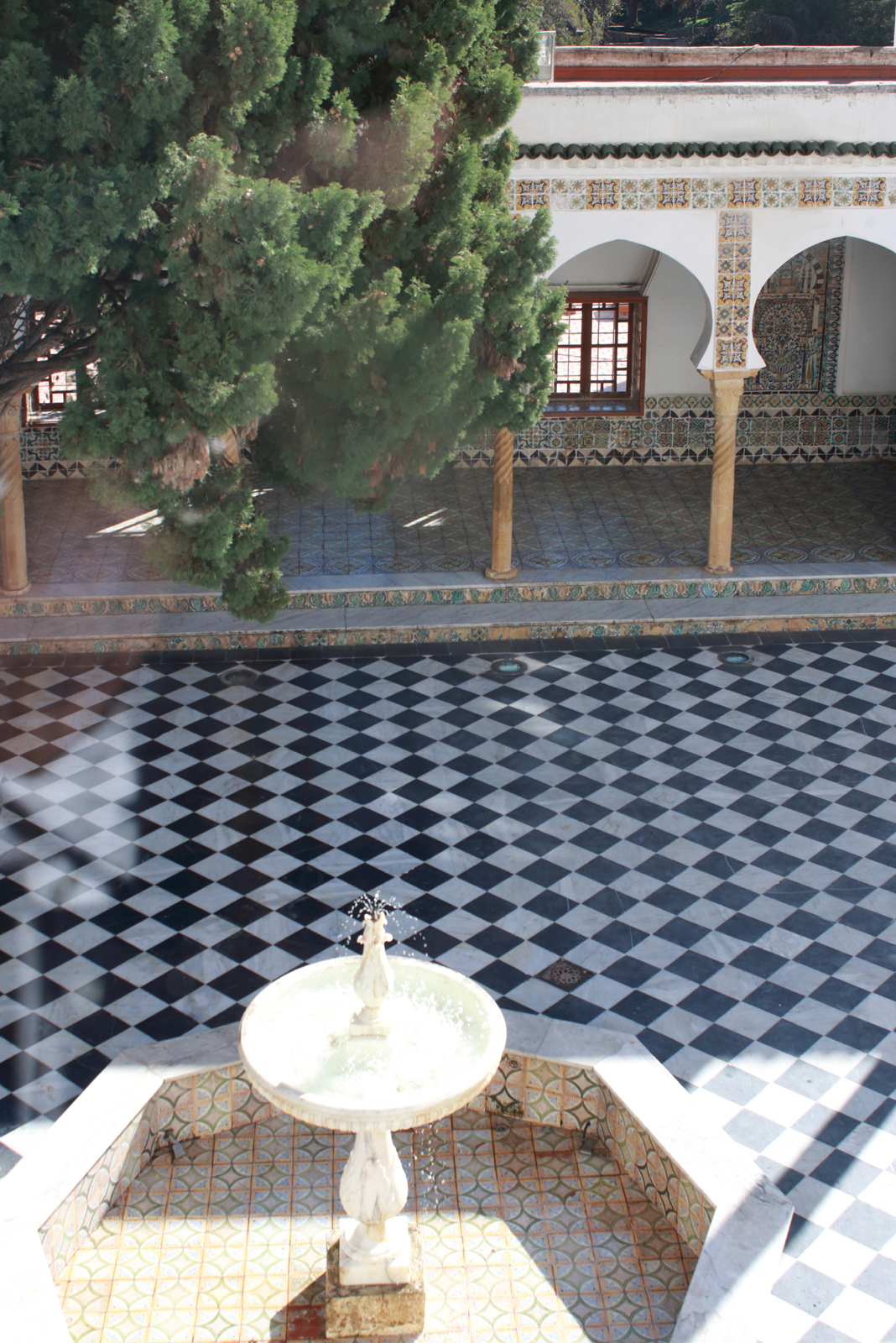
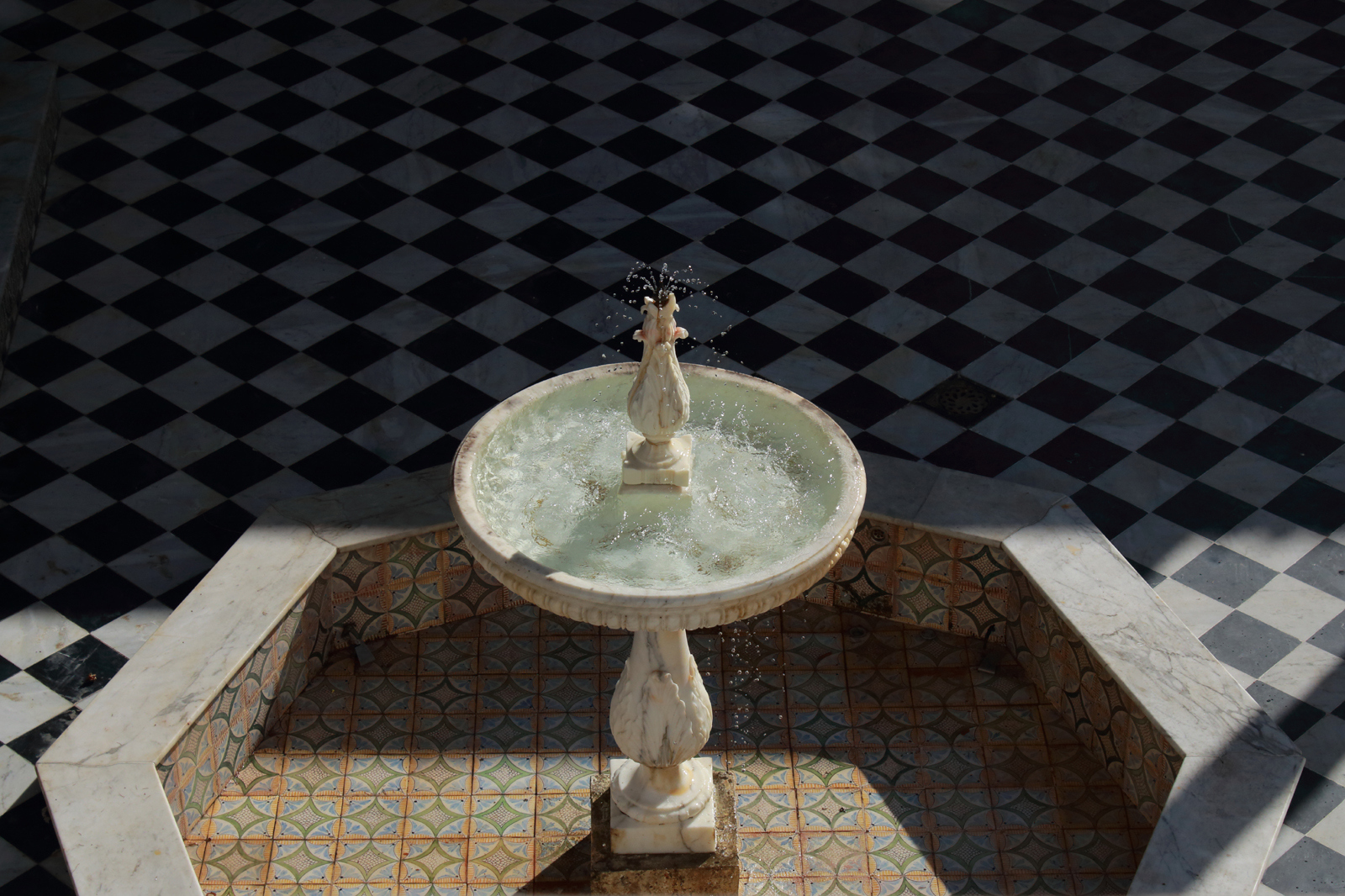
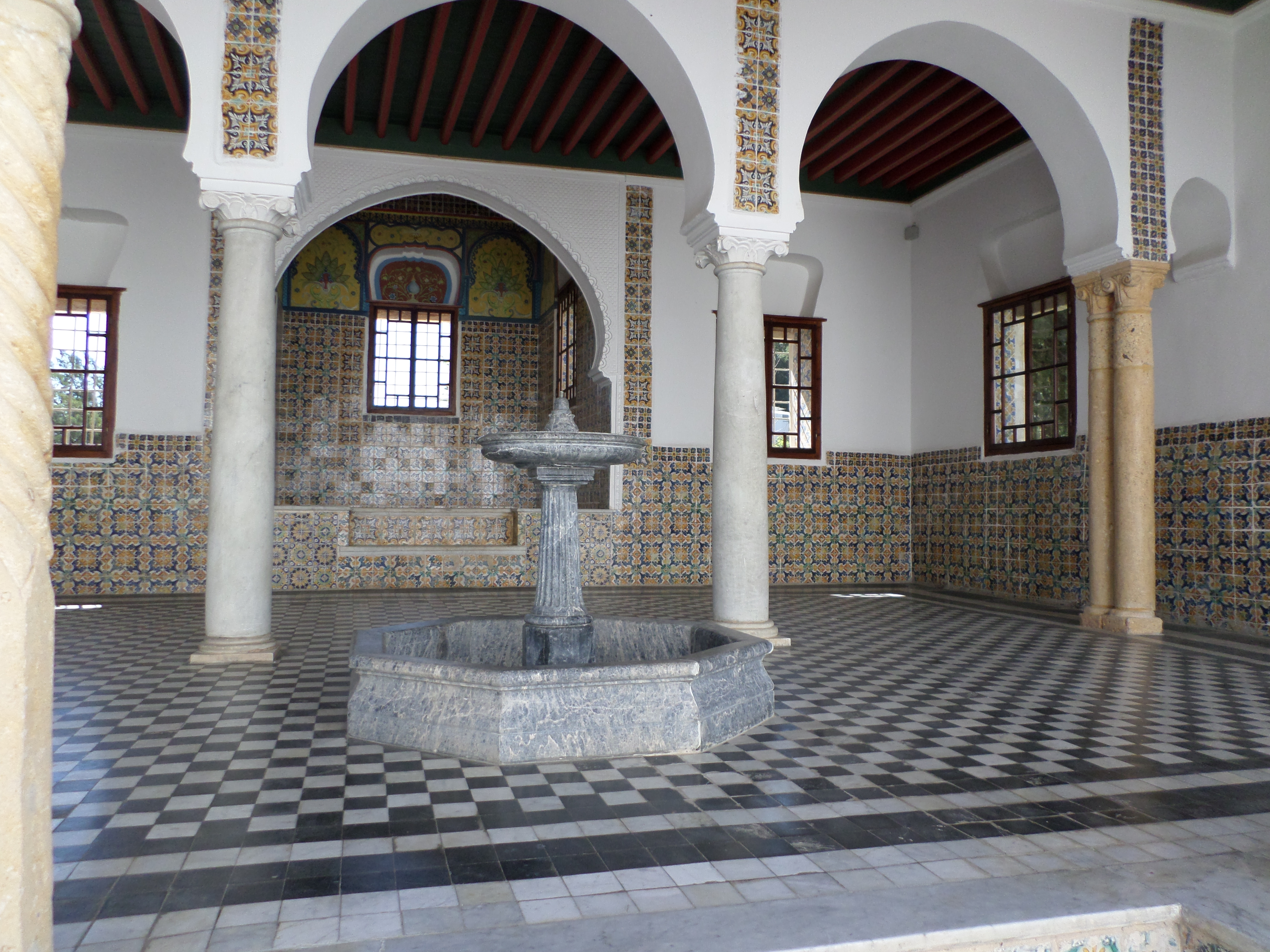
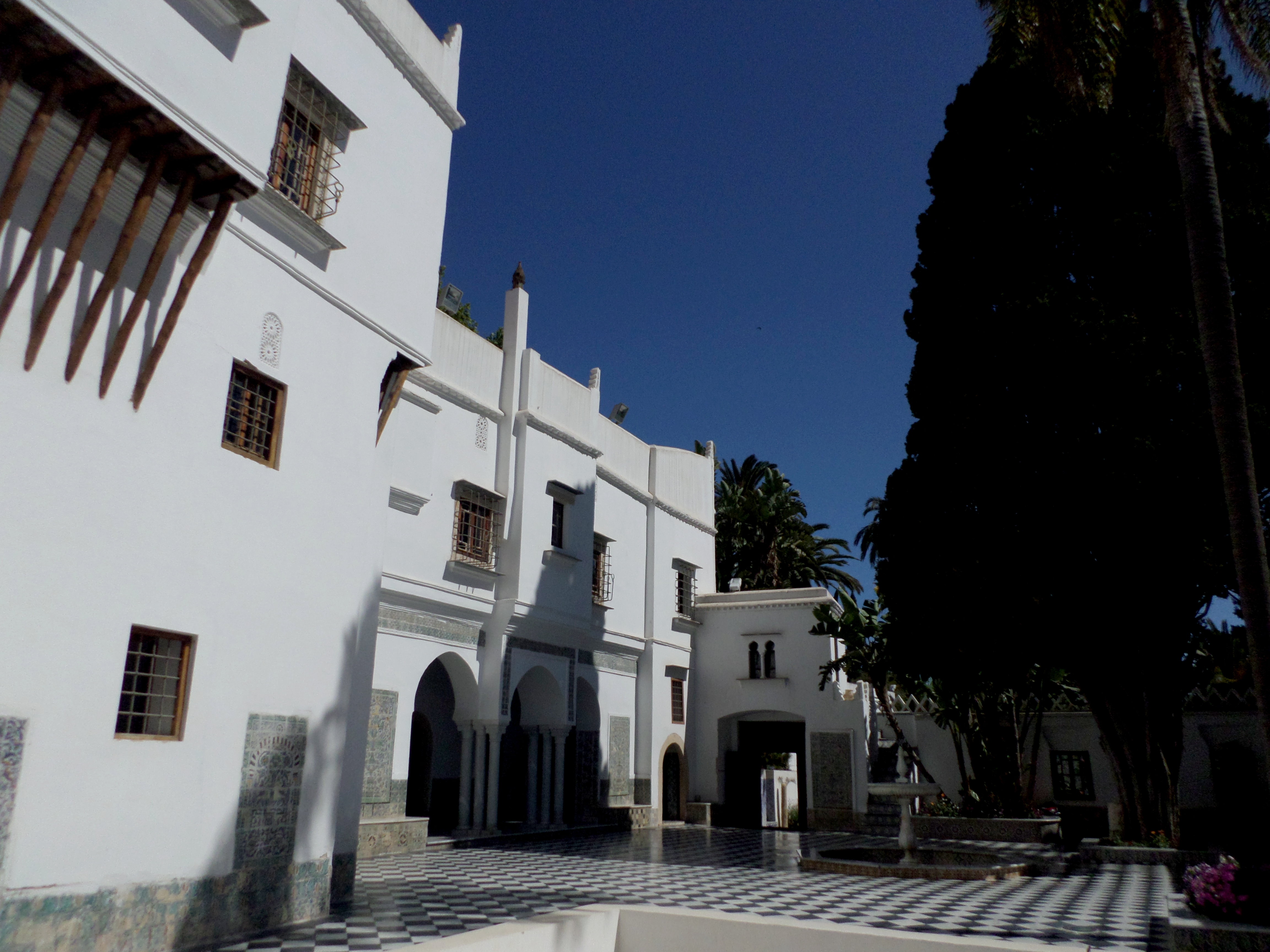
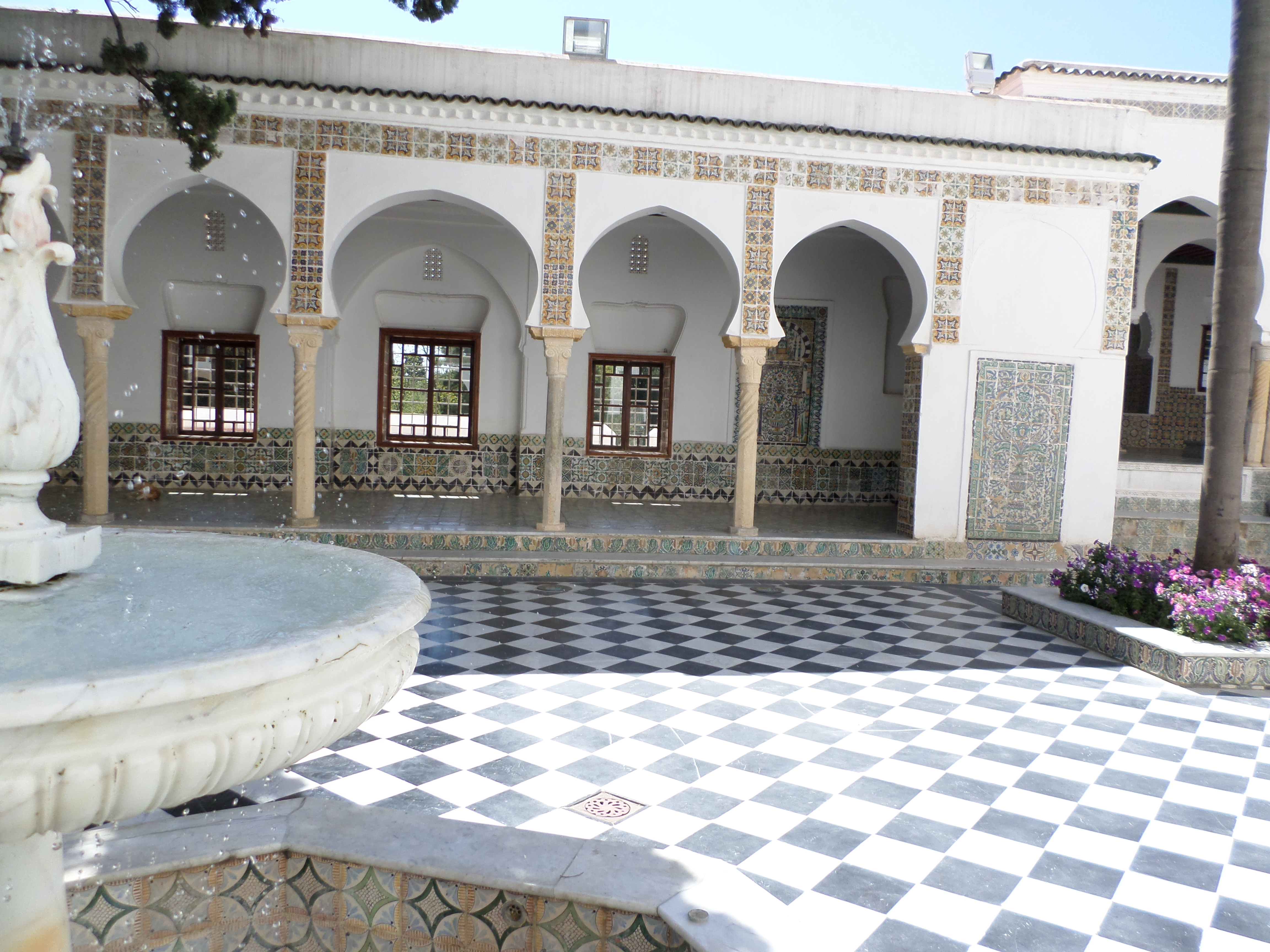
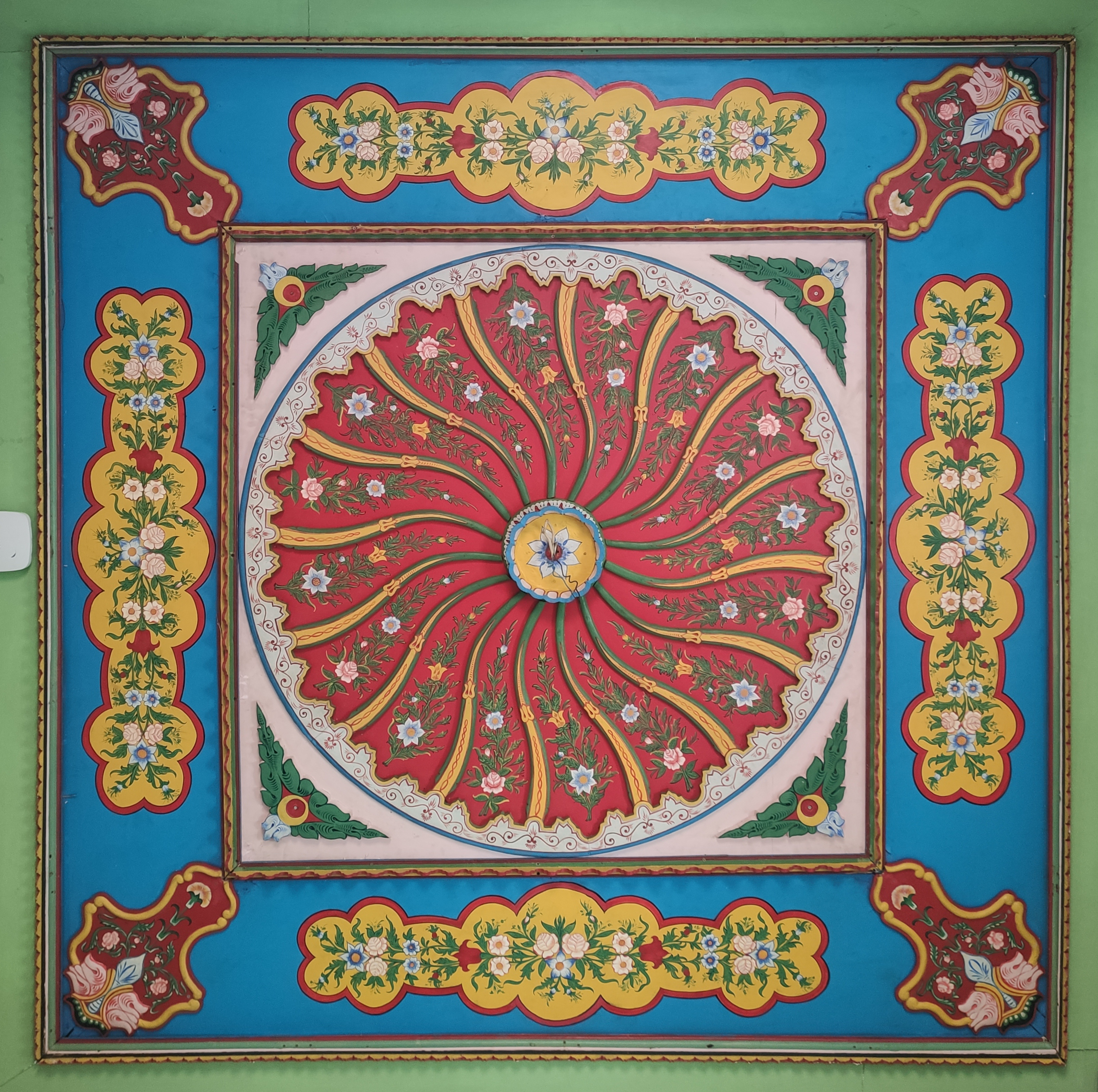
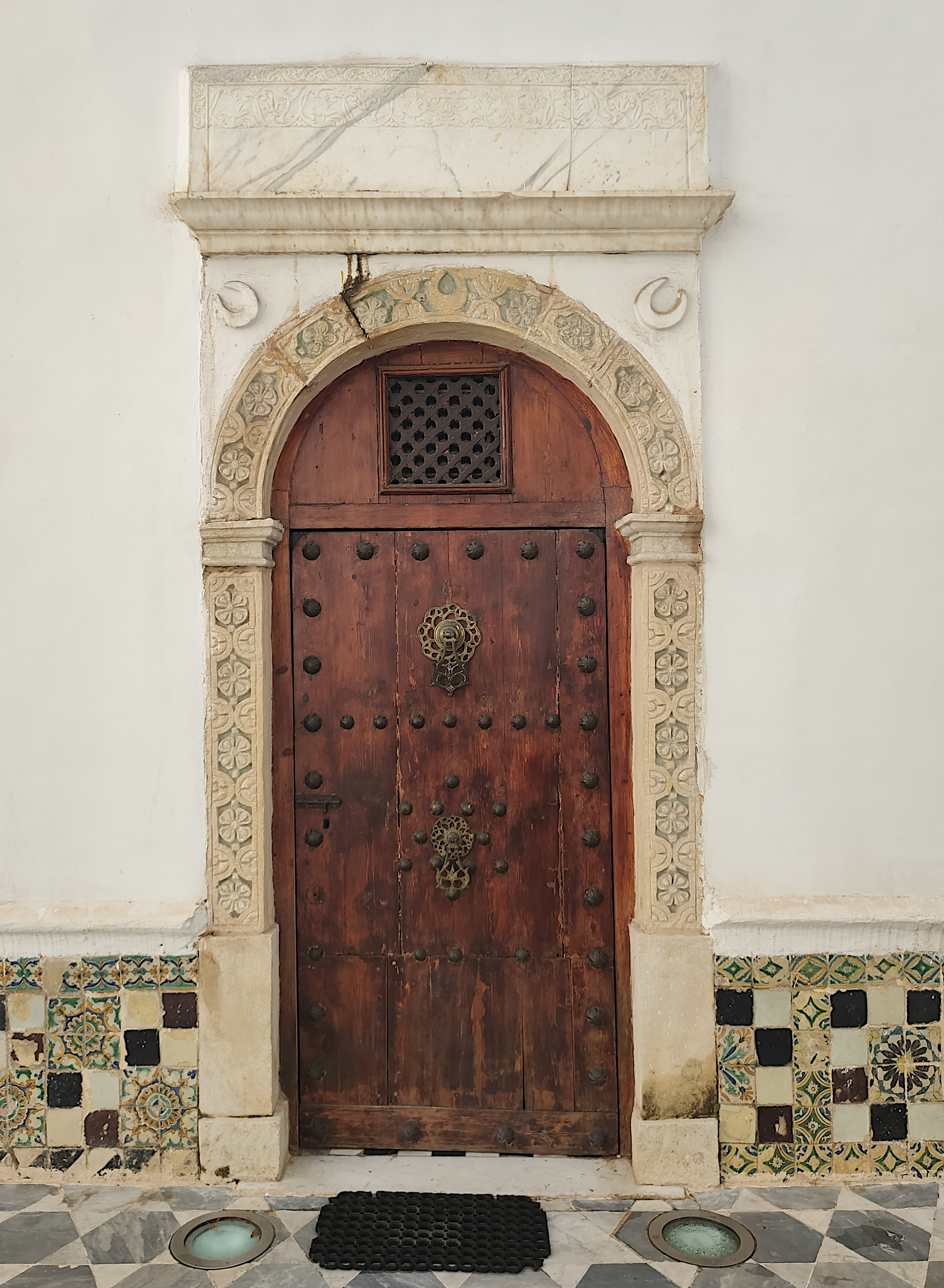
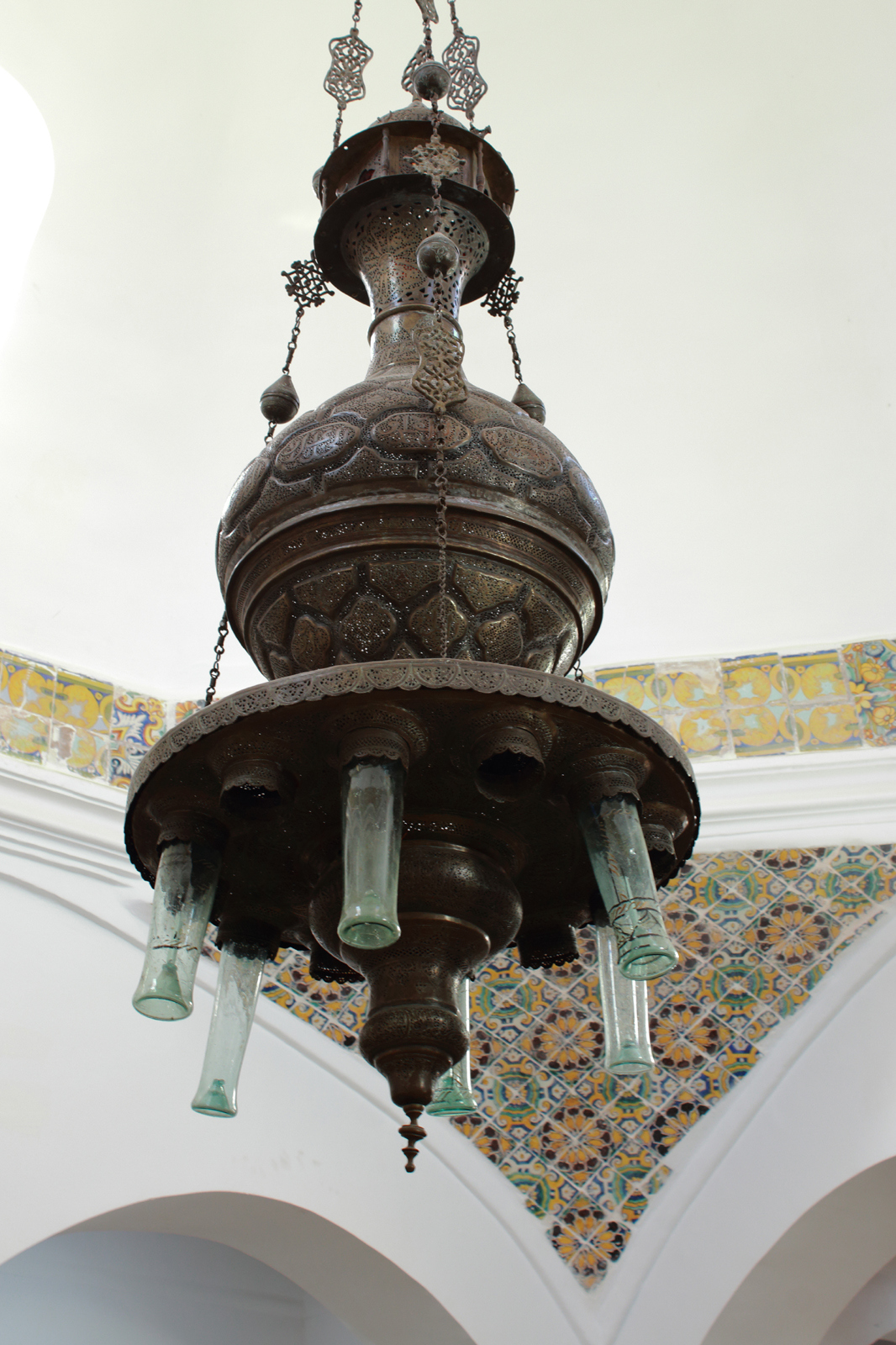
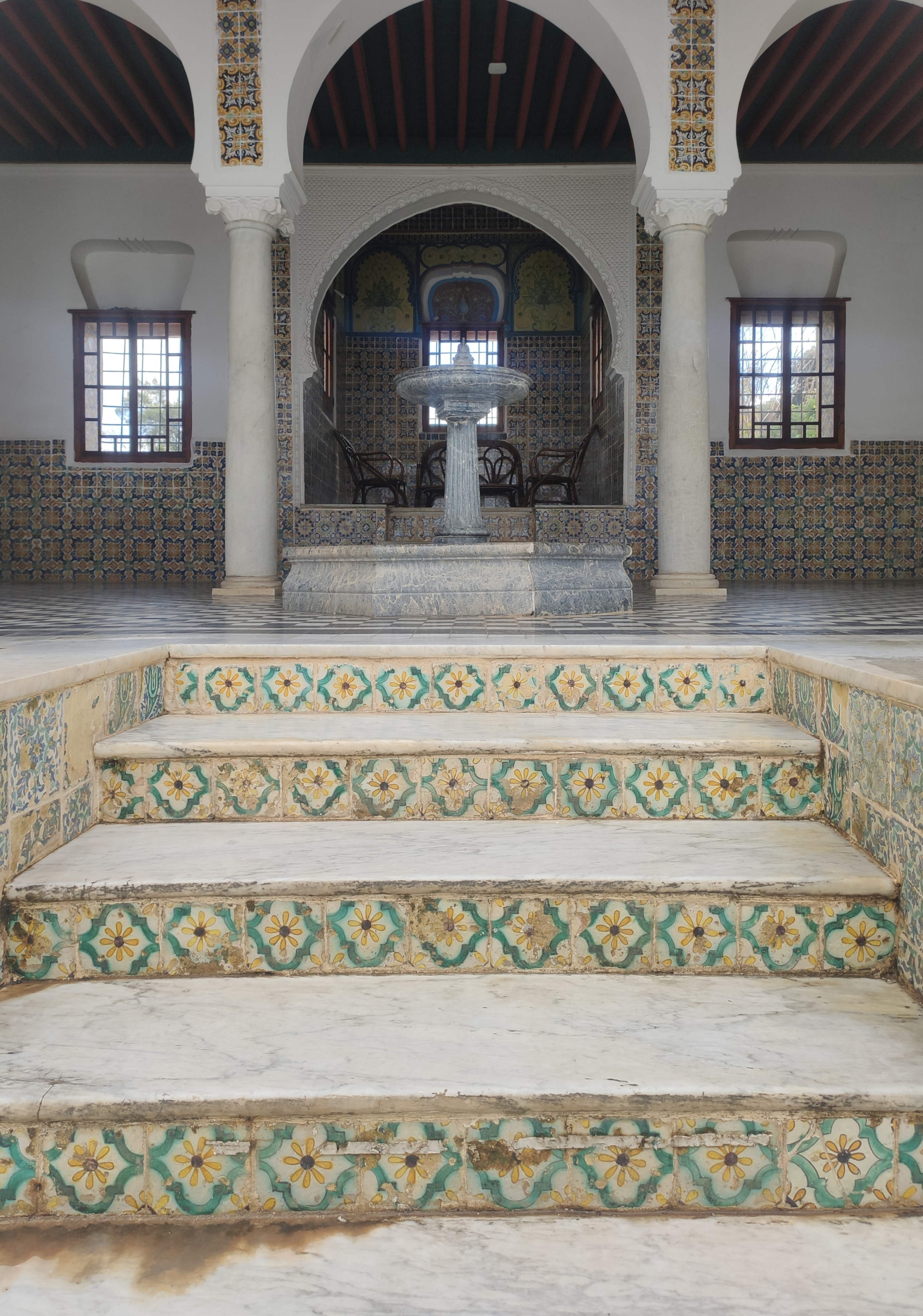
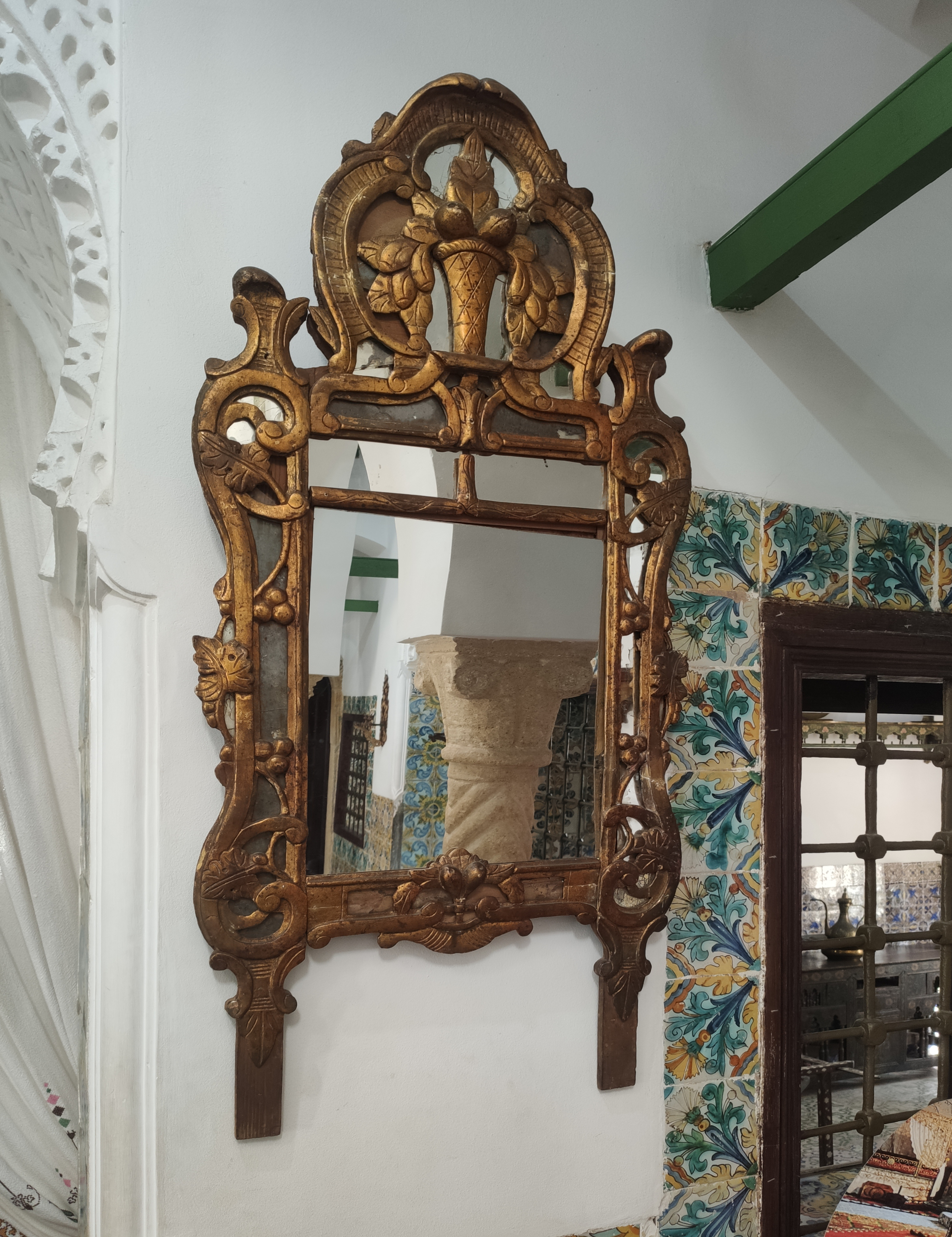
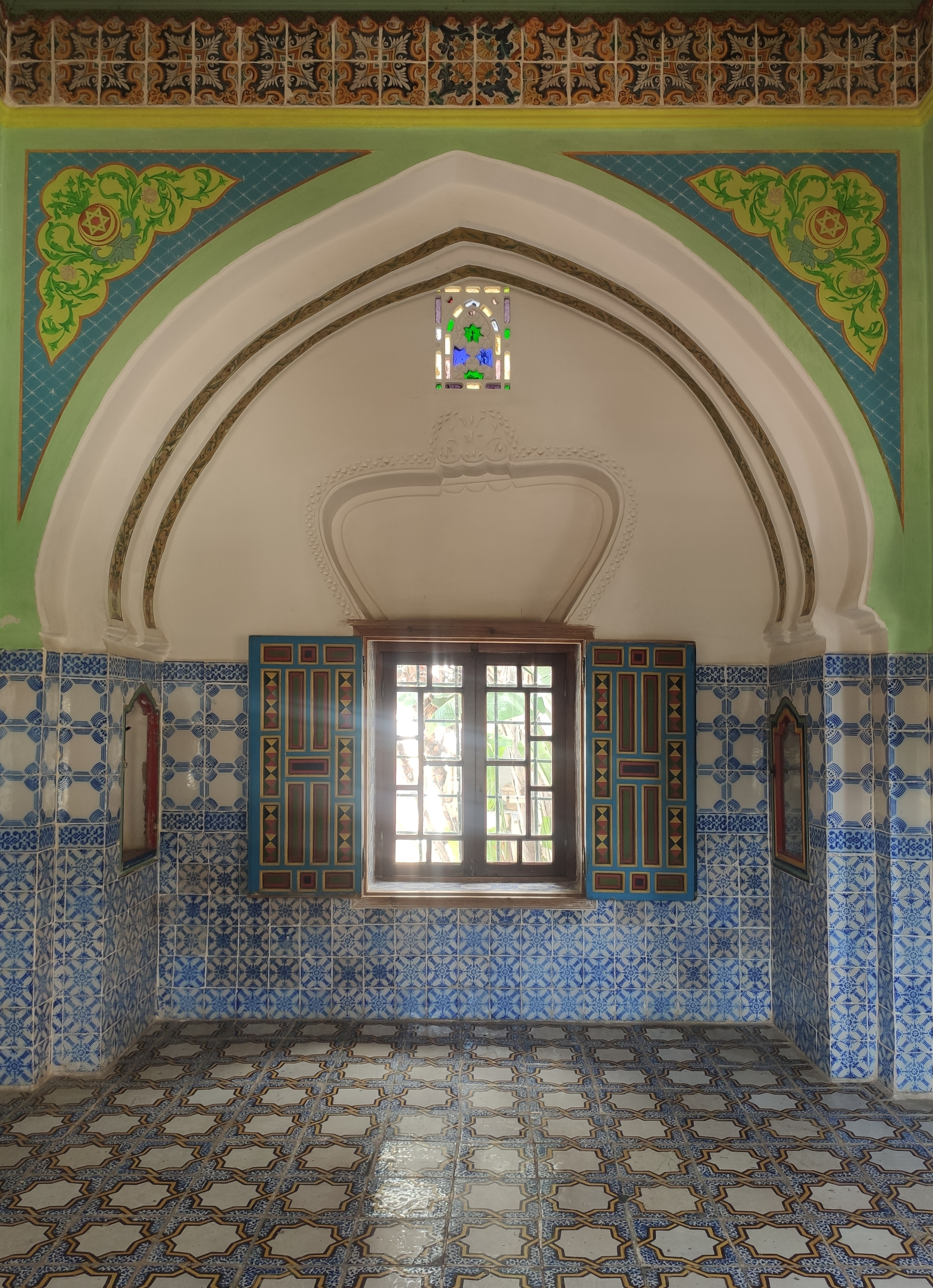
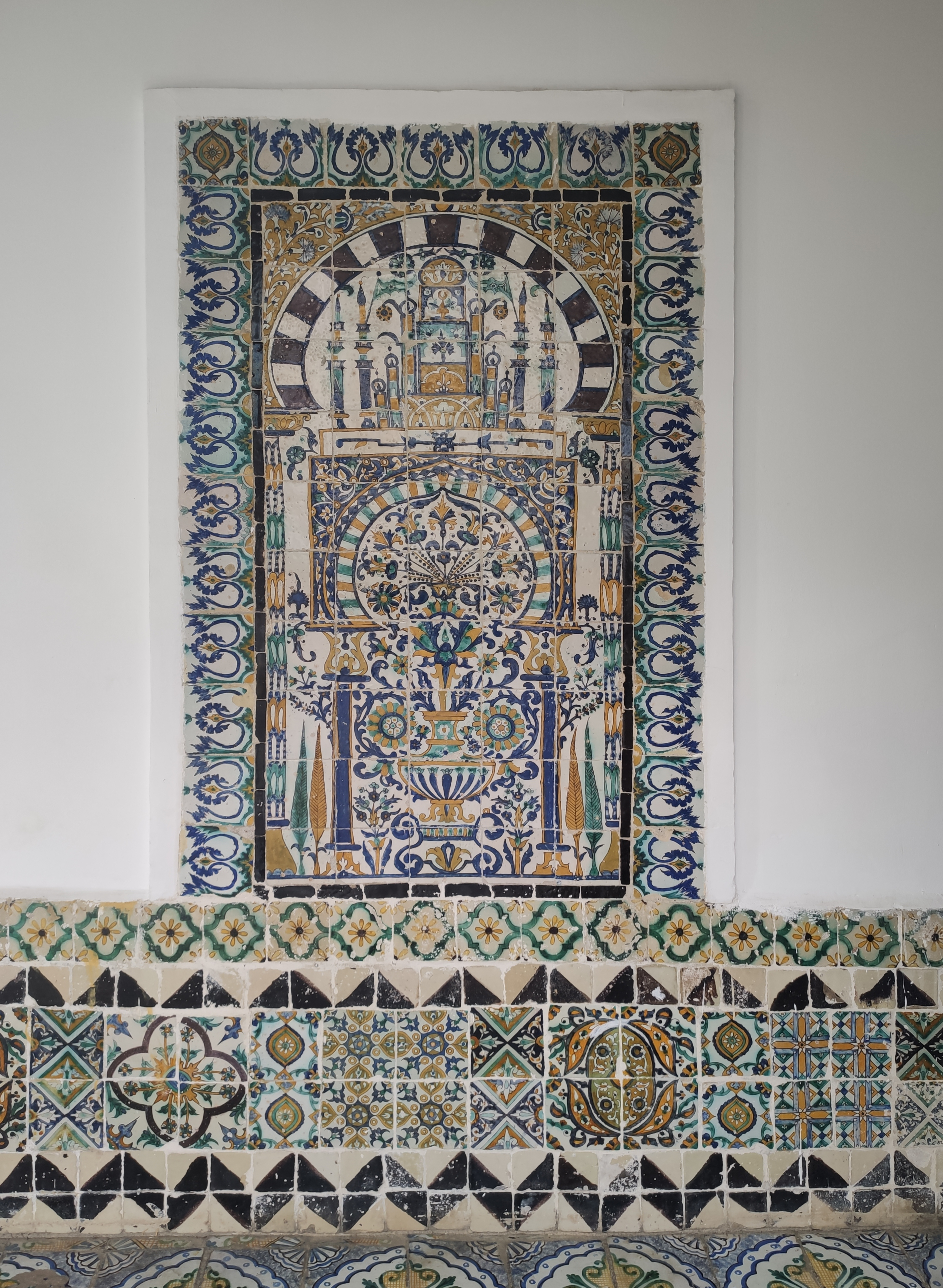
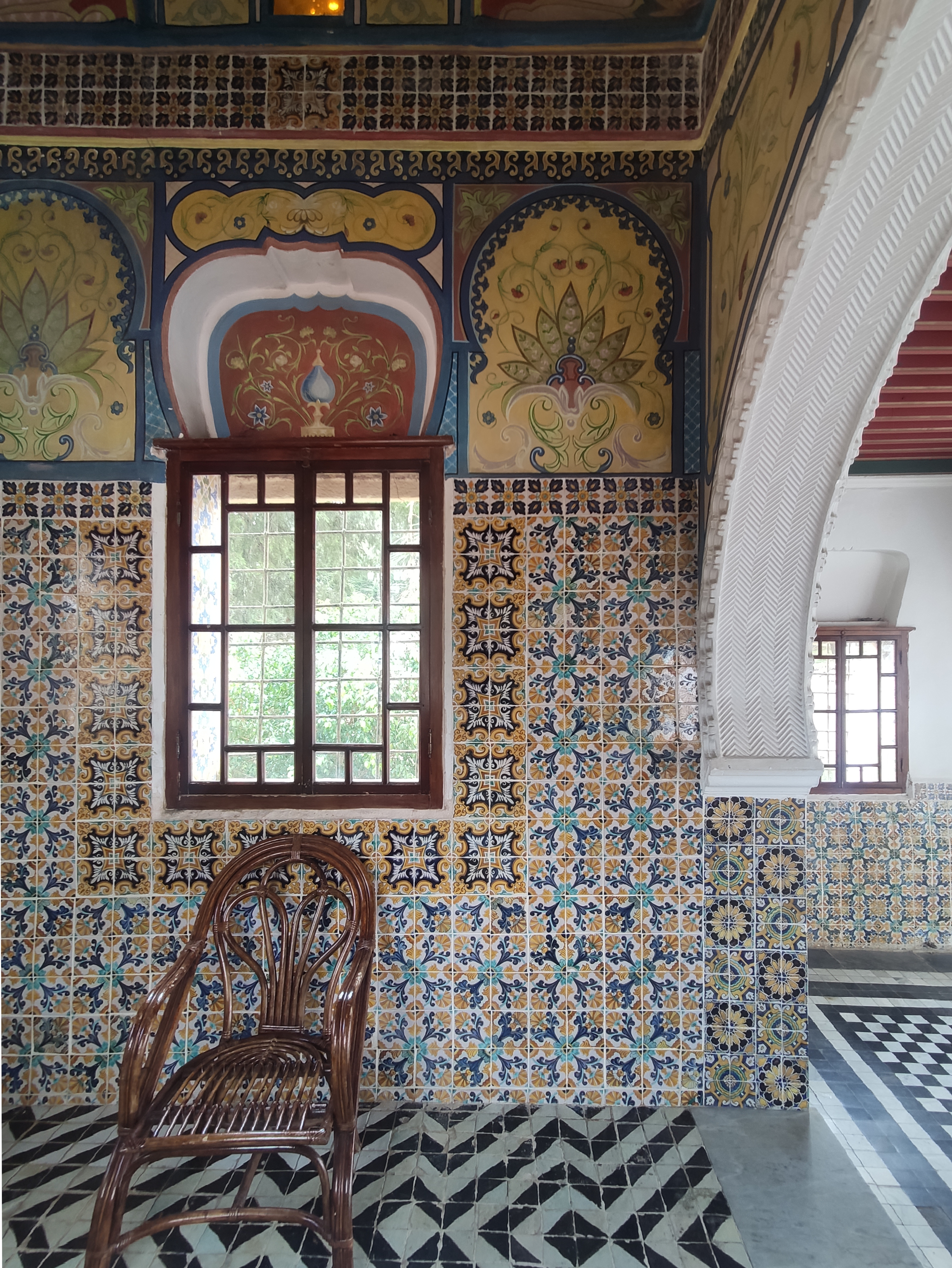
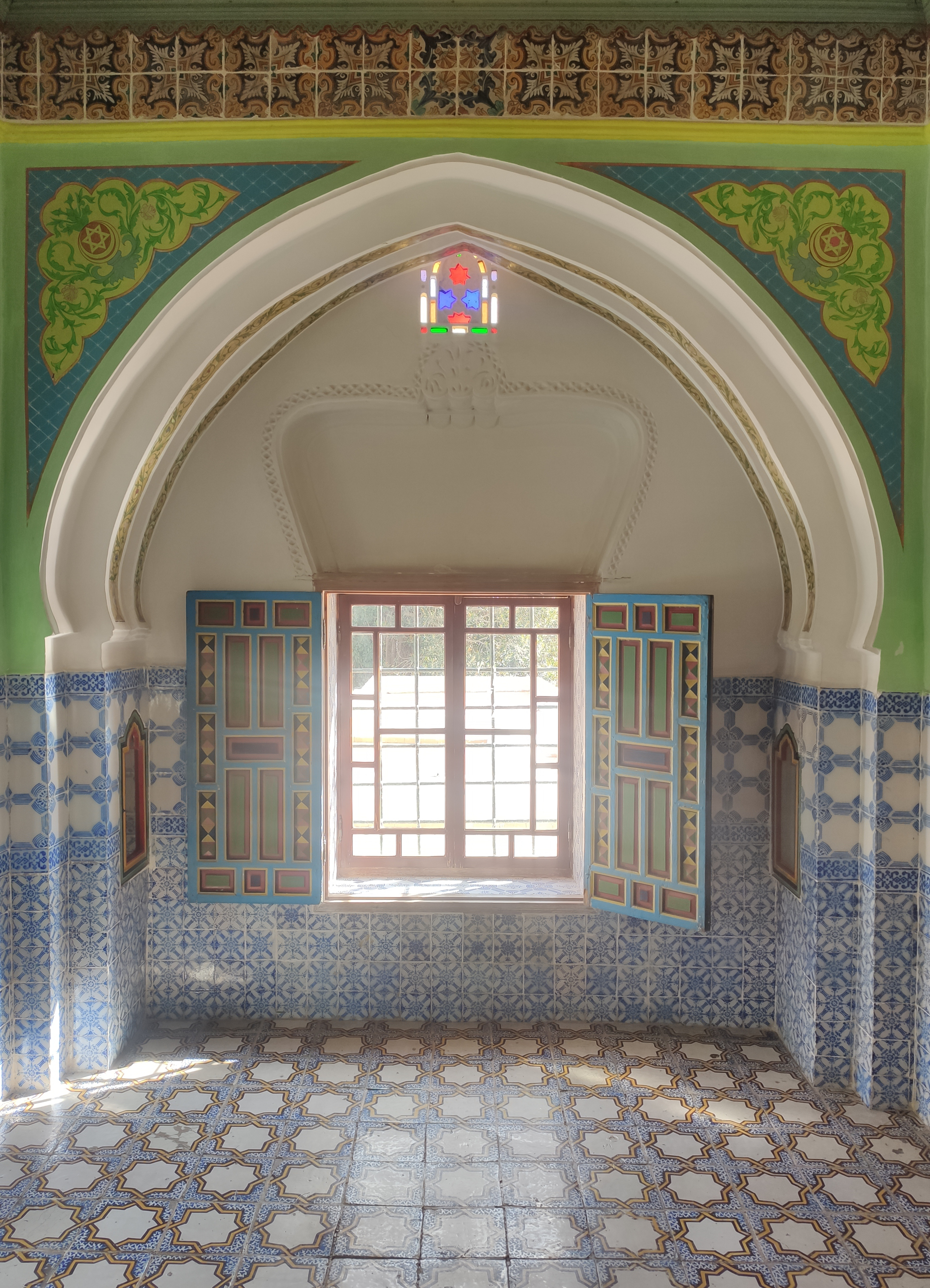
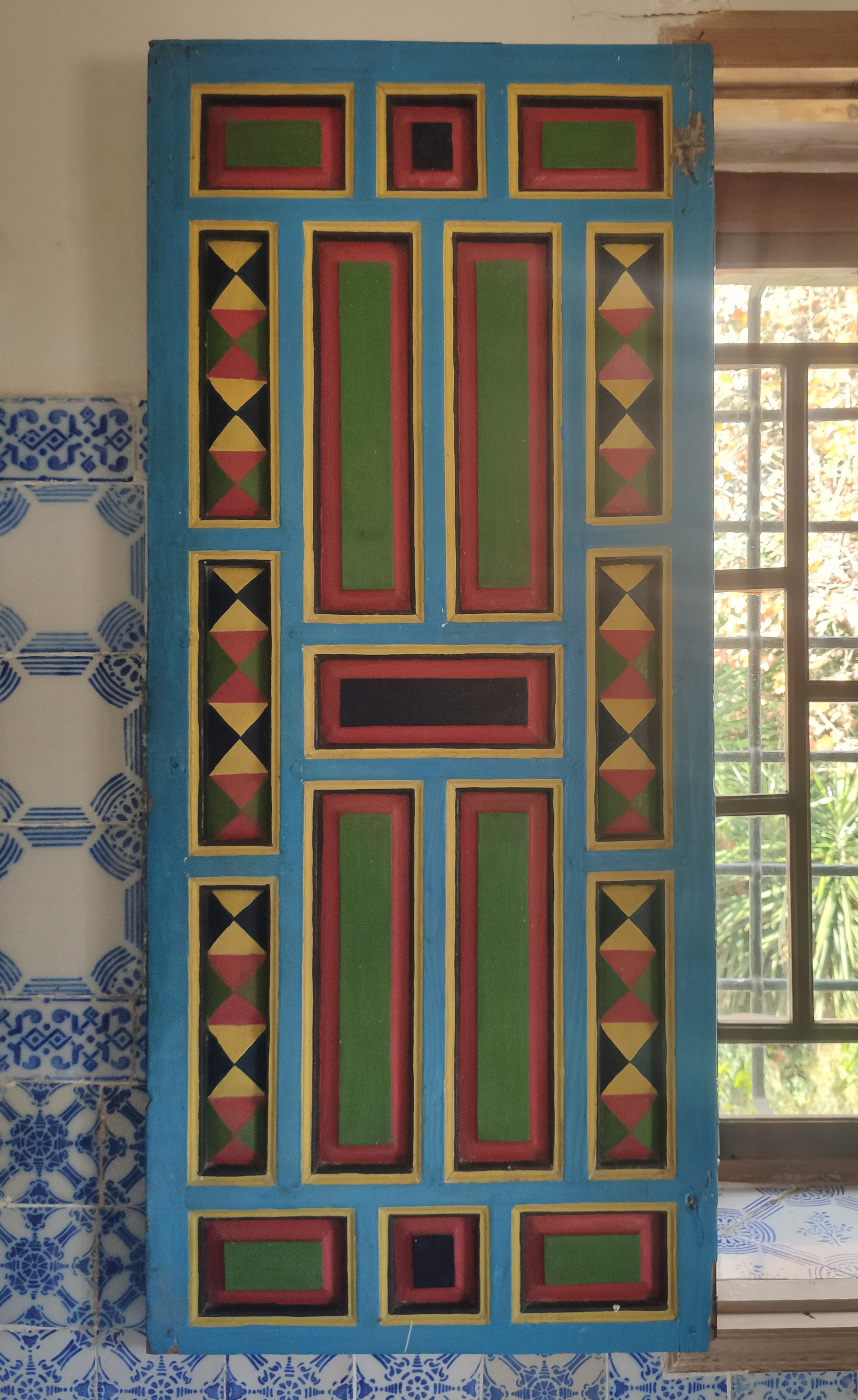
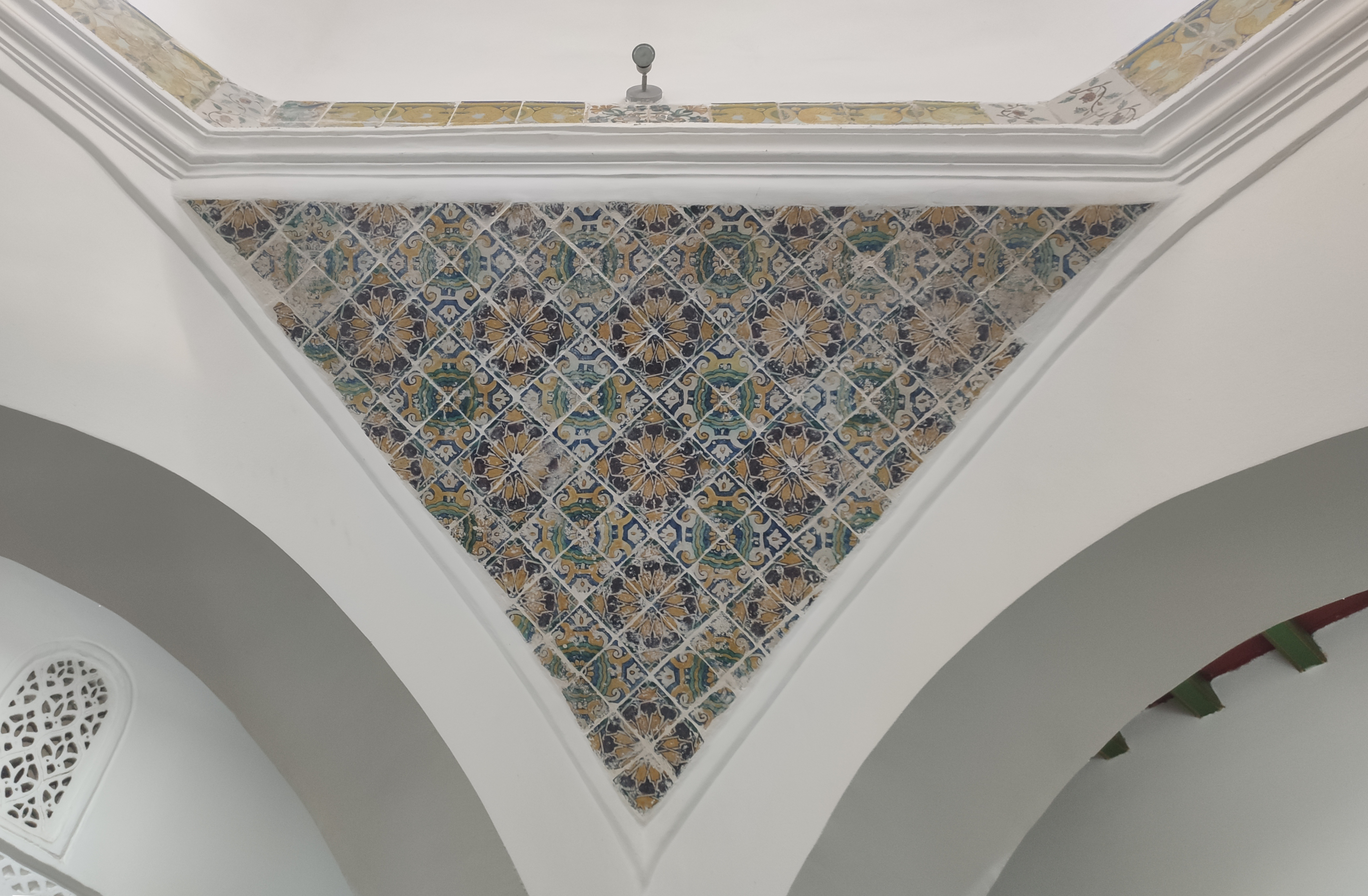
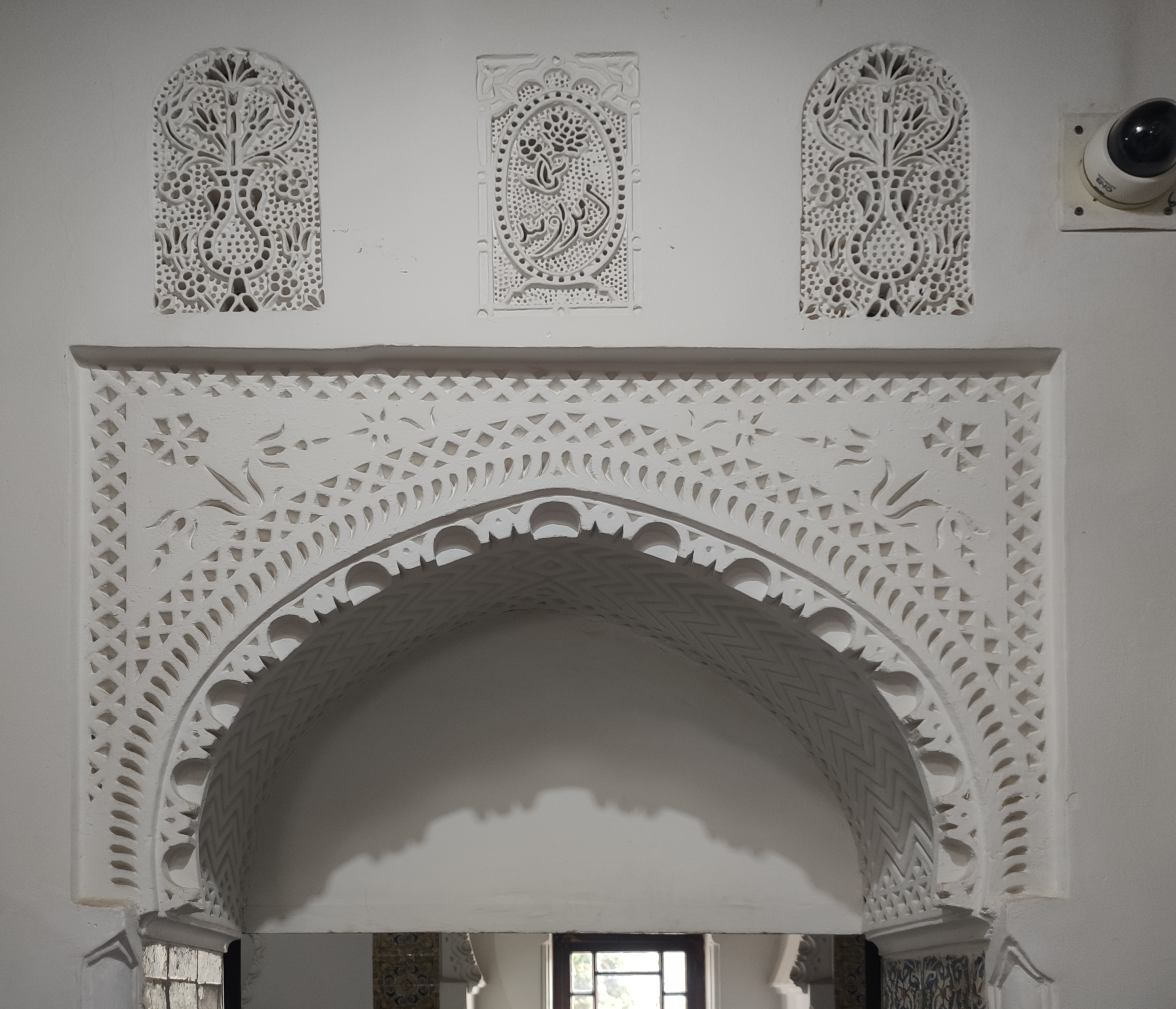
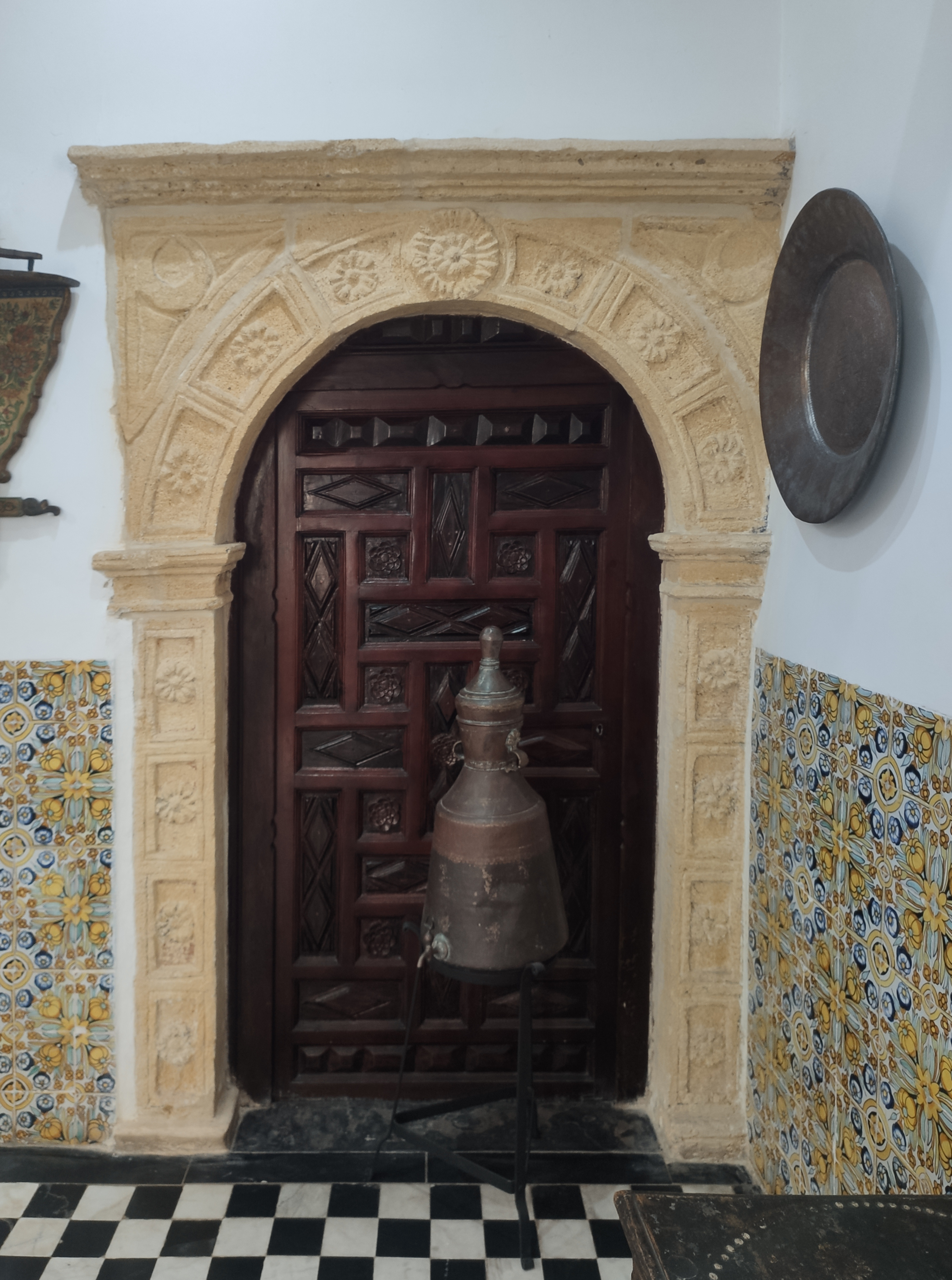